# Rouhania
Rouhania, novi rod pravih paprati (papratnice) iz potporodice Grammitidoideae,. dio porodice Polypodiaceae, red Polypodiales. Opisan je u Taxon 72(5): 995. 2023. Tipična je vrsta Rouhania zenkeri (Hieron.) Li Bing Zhang, X.M. Zhou, Jian Jun Yang & Liang Zhang, prethodno poznata kao Grammitis synsora, epifit iz Tanzanije i Madagaskara.
Postoji 7 vrsta rasprostranjenih po tropskoj Africi i Madagaskaru.

## Vrste
1. Rouhania boivinii (Mett. ex Kuhn) Parris
2. Rouhania gabonensis (Parris) Parris
3. Rouhania lastii (Parris & Rakotondr.) Parris
4. Rouhania macrorhyncha (Baker) Parris
5. Rouhania parvula (Bory ex Willd.) Li Bing Zhang, X.M.Zhou, Jian Jun Yang & Liang Zhang
6. Rouhania pygmaea (Buchinger ex Kuhn) Li Bing Zhang, X.M.Zhou, Jian Jun Yang & Liang Zhang
7. Rouhania zenkeri (Hieron.) Li Bing Zhang, X.M.Zhou, Jian Jun Yang & Liang Zhang

## Sinonimi
Nema.